# Oh In-hye
Oh In-hye (koreanisch: 오인혜; * 4. Januar 1984 in Seoul; † 14. September 2020 in Songdo International Business District) war eine südkoreanische Schauspielerin und Model.

## Biografie
2011 spielte sie in Sin of a Family mit. Im selben Jahr war sie bei der 16th Busan International Film Festival. Danach wäre sie 2012 für den Film Marrying the Mafia V gecastet, wurde aber ersetzt. Außerdem spielte sie 2014 in The Plan mit. Am 14. September 2020 wurde Oh bewusstlos in ihrem Haus im Songdo International Business District aufgefunden. Sie wurde sofort in ein nahegelegenes Krankenhaus gebracht, starb aber an Herzversagen. Oh starb im Alter von 36 Jahren durch Suizid.

## Filmografie
Filme
- 2011: Sin of a Family
- 2011: Red Vacance Black Wedding
- 2011: A Journey with Korean Masters
- 2011: Eating Talking Faucking
- 2013: Wish Taxi
- 2013: No Breathing
- 2014: Janus: Two Faces of Desire
- 2014: The Plan

Serien
- 2012: KBS Drama Special
- 2012: The King's Doctor
- 2018: Yeonnam-dong 539